# Миорица (Констанца)
Миорица (рум. Miorița) насеље је у Румунији у округу Констанца у општини Чобану. Oпштина се налази на надморској висини од 58 m.

## Становништво
Према подацима из 2002. године у насељу је живело 364 становника, од којих су сви румунске националности.